# 단일 진실 공급원
정보 시스템 설계 및 이론에서, 단일 진실 공급원(영어: single source of truth, SSOT)은 정보 모형과 관련된 데이터 스키마를 모든 데이터 요소를 한 곳에서만 제어 또는 편집하도록 조직하는 관례를 이른다. 데이터 요소로의 가능한 연결(관계 스키마 내의 다른 영역이나 원거리의 연방 데이터베이스에서도 올 수 있음)은 모두 참조로만 이루어진다. 데이터가 위치한 다른 모든 곳들은 단지 으뜸되는 "진실 공급원"의 위치를 참조하기만 하므로, 으뜸되는 위치의 데이터 요소를 갱신하면 수정 사항 반영을 빠뜨릴 데이터의 사본이 존재할 가능성 없이 시스템 전체에 전파되게 된다.
단일 진실 공급원 설계를 배치하는 것은 잘못 연결된 복제본 또는 역정규화된 데이터 요소(의도 여부와 상관없이 어느 명시적 데이터 모델을 역정규화한 결과)에서 낡은, 즉 부정확한 정보가 조회되는 위험이 도사리고 있는 기업 환경에서 점점 더 중요해지고 있는 추세이다. 예를 들어, 전자의무기록은 유일무이한 참조용 저장소의 정보를 바탕으로 환자의 신원을 정확히 입증하는 것이 긴요하며 여기에서 그 저장소는 단일 진실 공급원이 된다. 기업 내에서 데이터 복제본의 표현은 데이터베이스 테이블, 행이나 칸을 복사하는 것이 아니라 본래 데이터가 저장된 곳을 가리키는 포인터를 이용해 구현될 것이다. 이는 권위적인 위치에 존재하는 데이터 요소의 갱신이 더 큰 전체적인 엔터프라이즈 아키텍처의 연방 데이터베이스 선거구에 철저히 분배되는 것을 보장한다.

## 같이 보기
- 블록체인
- 순환인용
- 데이터베이스 정규화